# Chan Yun Lung
Alan Chan Yun Lung (chinesisch 陳潤龍, Pinyin Chén Rùnlóng; * 29. Februar 1988 in Hongkong) ist ein Badmintonspieler aus Hongkong. Seit 2017 startet er für Neuseeland.

## Karriere
Chan Yun Lung startete im Badminton-Grand-Prix bei den Macau Open 2011 und den Macau Open 2012. In der höherrangigen BWF Super Series scheiterte er Anfang 2013 in Malaysia noch in der Qualifikation. Im März stand er schon im Hauptfeld der All England. Im gleichen Jahr gewann er auch die Austrian International.